# Aeroportul Alto Parnaiba
Aeroportul Alto Parnaiba (IATA: APY, ICAO: SNAI) este un aeroport din Maranhão, Brazilia ce deservește zona Alto Parnaíba. A fost numit după zona deservită.
Situat la o altitudine de 295 m, aeroportul dispune de 1 pistă.

## Infrastructură

### Piste
Aeroportul dispune de o singură pistă. Pista 14/32 are suprafața de asfalt și dimensiunile 1.400 m × 25 m. 